# Outrage (österreichische Band)
Outrage ist eine 2000 gegründete steirische Death-Metal-Band.

## Geschichte
Outrage wurde im Winter 2000 gegründet. 2003 wurde ihr erstes Demo …And Deeper, welches unter der Leitung von Mario Emmer (Evocation) aufgenommen wurde, veröffentlicht. Im Jahr 2006 wurde mit Switch Off the Pain, im Studio 66 unter der Leitung von Peter Fritz aufgenommen, die erste EP veröffentlicht. Die Band spielte auf mehreren Festivals, unter anderem auf dem Donauinselfest, am Metalcamp und am Kaltenbach Open Air sowie auf einigen namhaften Open-Air-Konzerten in Deutschland. 2009 veröffentlichte die Band ihr erstes Full-Length-Album Contaminated, das im deutschen Kohlekeller Studio unter der Leitung von Kristian Kohlmannslehner und Kai Strahlenberg produziert wurde und über Maintain Records (Twilight) veröffentlicht worden ist. 2011, ebenfalls im Kohlekeller Studio, wurde die Produktion des Nachfolgealbums Brutal Human Bastard gemeinsam mit Kristian Kohlmannslehner und Kai Strahlenberg realisiert, welches am 29. November 2013 bei Massacre Records veröffentlicht wurde und bis heute das letzte Album der Band darstellt.

## Stil
Die Band spielt Death Metal, welcher dem Florida Death Metal am nächsten kommt. Die meisten Lieder sind im mittelschnellen Tempo gehalten, die Texte handeln hauptsächlich von Sozialkritik, Krieg, Wut und Frustration.

## Diskografie
- 2003: …And Deeper (Demo)
- 2003: The Euthanasic Programme / Breaks Your Neck (Split)
- 2006: Switch Off the Pain (EP)
- 2009: Contaminated (Album)
- 2013: Brutal Human Bastard (Album)